# 加儂
盖侬，亦称盖侬多夫（中国大陆旧译），是任天堂的塞尔达传说系列电子游戏系列的主要反派角色。盖侬是许多塞尔达系列游戏的最终头目。
游戏中的加儂以两种形态出现：一种是巨大的、像野猪一样的恶魔生物，此型態稱作「加儂」（曠野之息中稱作「災厄加儂」）；另一种是高大的、身材魁梧的格鲁德族（一個令人聯想到亞馬遜人的全女性沙漠民族，而盖農屬於該種族極其罕見的男性），此人形型態稱作「加儂多夫」（Ganondorf）。盖侬是该系列的主要主人公林克的头号敌人，也是格鲁德族的领袖。他的具体动机因游戏而异，但最常见的是计划征服海拉鲁。为了达到这个目的，他寻找三角力量——一个創世三女神在海拉魯的遺留物，可以满足任何人的愿望——并且通常操纵其他几个反派来实现他的野心。
在大多数游戏中，他拥有力量三角——作为完整三角力量的三分之一，能够赋予他神一般的力量、无限的神秘能量，以及除了最强大的神圣武器（比如大师之剑）之外刀枪不入的能力。这个角色受到了评论家的热烈欢迎，成为游戏中最受欢迎和公认的反派角色之一。

## 角色设计
在整个系列中，盖侬有两种基本形态: 一种是他高大结实的野猪头形态，另一种是他的人形格鲁德形态。在初代《塞尔达传说》、《众神的三角力量》、《不可思议的果实》、《四人之剑+》和《众神的三角力量2》中，他被描绘成一个挥舞着一把大剑或三叉戟的蓝色猪一样的两足动物。《时之笛》中他第一次以格鲁德领主的人形形态出现。他展示了典型的格鲁德的身体特征：橄榄色的深色皮肤，琥珀色的眼睛和红色的头发。盖侬多夫大约230厘米（7英尺61英寸），比林克和其他角色高出一英尺。 他的格鲁德形态再次出现在《风之杖》和《黄昏公主》。
在初代《塞尔达传说》的开发过程中，盖侬最初被称为「牛魔王 八戒」，源于《西游记》中的猪八戒和牛魔王。在英文版的《众神的三角力量》说明书中，此角色被赋予了姓氏“ Dragmire”。 尽管“Ganondorf Dragmire”这个名字曾经出现在塞尔达传说的官方网站上，这些名字没有出现在任何游戏或其他手册中。
在整个系列中，盖侬的名字并不一致。在前三款游戏的日文版中，他的名字被英文化称为“Gannon”。这个拼写出现在两个西方版本中: 初代《塞尔达传说》和非正史游戏《塞尔达历险记》。自从《林克的冒险》以来，这个名字就被称为“Ganon”。《众神的三角力量》使用“Ganon” ，而《时之笛》主要使用“Ganondorf”。
为了开发《时之笛》，盖侬是由人物设计师泷泽智构思。泷泽智曾把盖侬想象成一个“狡诈而复杂的小偷，基本上是一个全能的可恶的人”。 然而，剧本导演大泽彻声称此形象“并非如此”。他开始谈论盖侬多夫是如何注定要有“他相当优秀的部分” ，并把他比作《北斗神拳》里的拉欧。带着这个想法，泷泽智根据演员克里斯托弗·兰伯特创造了一个试验性的盖侬多夫模型。盖侬多夫的最终结果与这个模型非常不同，创造了三种形式的人物: 一个是开始的盖侬多夫，一个是七年后的盖侬多夫，头发较长，最后一个是盖侬。由于盖侬看起来像一头野猪，尽管其他工作人员的意见不一，泷泽智还是决定在游戏结局时把盖侬多夫变成野猪形态。他决定借鉴《众神的三角力量》，把盖侬打造成一头“猪的感觉”的野兽。

## 特点

### 个性
盖侬 / 盖侬多夫被描绘成罪恶的终极化身。他的角色形象包括了阴谋策划政客、畸形的疯子乃至拥有超能力的实体，並在部分的系列作品中同時體現它們。盖侬多夫非常傲慢，相信自己永远是正确與最強大的。正因为如此，他總是目空一切，除非他认为對方非常重要，否则他对战斗付出的努力總是微乎其微。這也導致他每每在被擊敗時顯得非常震驚與難以置信。然而，他并非完全不值得同情：在《风之杖》中，盖侬多夫声称，他寻求三角力量和征服海拉鲁的最初动机是对海拉鲁王国郁郁葱葱的土地的嫉妒，因为他生长於一个僅求生存就異常艱苦的死亡大地。
在《时之笛》中，他被描绘成一个野心勃勃、狡猾的操纵者，在背叛国王之前赢得了国王的信任，并利用林克打开了时间之门，使他得以获得三角力量。在《黄昏公主》中，盖侬多夫被称为“海拉鲁的灾难”。在《风之杖》中，盖侬为了找到塞尔达，命令一只精神控制的鸟去捕捉12岁的金发海利亚女孩。

### 能力
盖侬 / 盖侬多夫是一个令人敬畏的战士和巫师，他是一个技艺高超的剑客，足以对抗林克。尽管体型庞大，盖侬多夫非常敏捷，能够躲避剑攻击和箭头。作为海拉鲁王国强大的神器，力量三角可以让盖侬的体型变得更大。在《时之笛》中，他把塞尔达公主围在一个红色力场中，并把她传送到他的城堡。在《黄昏公主》中，他也使用力量三角来打开入口。
由于三角力量的各种能力，他还经历了一些严重的事件生还，比如整座城堡倒塌，被剑刺穿。一旦受伤，他可以很快被扔进入一个入口，带他到隐藏的领域，或者维度之间的缝隙，但是这通常是没有效果的，因为他可以逃脱，要么使用三角力量打开入口，或者在连续的维度之间的缝隙中创造一个狭小的点。

## 出场

### 电子游戏
盖侬出现在该系列的大多数游戏中，首先是在初代《塞尔达传说》，在那里他用他的雇佣兵军队袭击海拉鲁，封锁海拉鲁的所有种族——从而阻止海利亚人获得救援——以攻击海拉鲁城堡和偷窃力量三角。他在续集《林克的冒险》中没有出现。他后来出现在超級任天堂游戏《众神的三角力量》中，被困在一个叫做黑暗世界的地方——在盖侬被流放之前被称为隐藏王国。游戏的重点是盖侬的企图逃离黑暗世界和征服海拉鲁。
他在《时之笛》中主要以盖侬多夫形象出现，在该系列故事的编年史中，这是他最早的一次露面。在《时之笛》中，盖侬多夫计划用海拉鲁王国的神器“三角力量”接管海拉鲁，并对其进行“改造”。
盖侬出现在游戏《风之杖》中，试图通过绑架塞尔达来报复皇室家族。在《黄昏公主》中，盖侬多夫成为黄昏国度入侵的催化剂，通过与篡位国王赞特结盟来接管海拉鲁。
在《风之杖》的直接续集，任天堂 DS 游戏《幻影沙漏》中，盖侬多夫出现在开场的一个客串场景中，总结了《风之杖》的情节。
在任天堂3DS 游戏《众神的三角力量2》中，盖侬出现了，尽管他过去的行为和影响极大地影响了整个故事的进程，并且成为了尤加的灵感来源。尤加将他从封印中召唤出来，并与盖侬成为尤加盖侬，但被林克打败。几个人物和古老的传说提到了盖侬，这些传说描述了他在《众神的三角力量》中的行为，以及他在《众神的三角力量》和《众神的三角力量2》中的事件之间的先前入侵。
《禦天之劍》中，盖侬的前世－惡魔之王終焉者作為主要反派出現。終焉者被林克消滅後揚言在來世會重返世界並帶來災厄，暗示了盖侬多夫的到來。
加儂多夫以灾厄加儂的形态出现在《旷野之息》中。海拉鲁王国发现他们祖先遗失的技术——类似蜘蛛的機器人守护者和四个巨大的神兽时，试图利用这些技术为盖侬的回归做准备。然而，在被打败之后，灾厄加儂控制住守护者，讓它們攻擊海拉鲁人，解除了神兽的活动。林克在一次追捕行动中受伤，随后陷入了长达一百年的昏睡。塞尔达把林克从沉睡中唤醒，阻止了盖侬。續作《王國之淚》以本體的形式出現，曾在古代和海拉魯的國王勞魯決戰後被封印，在遊戲開頭被從封印中喚醒，並導致海拉魯發生天地異變，後被林克擊敗。

### 其他出场
在CD-i游戏《塞尔达：伽美隆之杖》和《林克：恶魔面庞》中，以“恶魔野猪”的形式出现。在《塞尔达历险记》中，他是一个巨大的、肌肉发达的魔鬼生物。
盖侬多夫作为一个解锁角色第一次出场是在《任天堂明星大乱斗DX》，并且在后续的任天堂明星大乱斗系列中再次出现：《任天堂明星大乱斗X》，《任天堂明星大乱斗3DS/Wii U》（都使用他《黄昏公主》中的造型）和《任天堂明星大乱斗 特别版》。
在《任天堂明星大乱斗DX》中，盖侬多夫的动作招式是飞隼队长的一个较慢，更强的版本，这对于一个完全独立的系列来说是不寻常的。根据系列总监樱井政博的说法，盖侬多夫是一个广受追捧的角色，但由于开发方面的限制，他无法以独特的招式加入游戏。他高大的身材与飞隼队长的身材非常相近，这使他在开发接近尾声时被列为克隆人物。在续作中，两者之间的差异逐渐增大。青沼英二说，他的设计团队向《任天堂明星大乱斗X》的开发人员提交了基于《黄昏公主》的盖侬设计。 盖侬出现在单人游戏「亚空的使者」模式中，与酷霸王和瓦里奥结盟，作为 Master Hand 的仆人。他的Final Smash是《黄昏公主》中的“黑暗野兽：盖侬”形态，他在其中进行变换，在屏幕上放电，然后使自己回到舞台上。 在《任天堂明星大乱斗 特别版》中 ，盖侬的设计进行了更新，以使其与《时之笛》相匹配，并且他在某些攻击中使用了剑。盖侬也作为Boss战出现在游戏的经典模式和「灯火之星」冒险模式中。
盖侬多夫是塞尔达传说系列外传作品《塞尔达无双》中的一个可操作角色。游戏中他的灵魂被分割成碎片并分别放置在不同的时代，从而将他永久封印了起来。但是盖侬多夫灵魂的一部分找到了三角力量的监督者，魔女希亚，腐蚀了她，清除了她光明的一面，把她变成了一个黑暗的魔女。她创造了一支军队来收集三角力量的碎片，并利用它的力量打开时间之门，到达他灵魂的其余部分被囚禁的地方。但盖侬多夫清除希亚的光明面的行为却创造了白色魔女拉娜，她帮助了林克和塞尔达。当盖侬多夫恢复了他原来的一部分，他恢复了他的身体，这样他就可以从希亚手中夺回三角力量。
在《超級瑪利歐創作家》中，盖侬多夫可以作为一个解锁的“神秘蘑菇”服装。他也可以在任天堂Switch版的《暗黑破坏神3：永恒之战版》中玩，Switch版的游戏专门提供 amiibo 支持和基于塞尔达传说系列的附加内容。

### 在其他媒体中出场
盖侬是1989年卡通片《塞尔达传说》的主要反派角色。在卡通片中，盖侬是一头棕皮肤的拟人化的野猪和巫师。他拥有力量三角，尽管他拥有看似无穷无尽的能力和魔法力量，却失去了一切偷取智慧的三角力量的机会。他大部分时间都住在地下的巢穴里，这个巢穴位于地下世界。他被林克的剑、塞尔达的箭或者智慧的三角力量多次攻击而瓦解。他由莱恩·卡尔森配音。
盖侬多夫也出现在塞尔达传说系列漫画中。

## 评价
盖侬是游戏界最容易辨认和最受欢迎的反派之一，多年来一直受到积极的欢迎。2010年，Nintendo Power 称他为任天堂历史上最好的反派人物。 2013年，GamesRadar 将他列为电子游戏史上最佳反派。 尽管如此，Cracked.com 的 Andrew Gordon 还是在2007年将《黄昏公主》的盖侬多夫列为最令人失望的6个电子游戏最终 Boss 之一，他写道: “我们以为会是达斯·摩尔，结果却是 C-3PO。”
根据 GameSpot 的统计，他在《时之笛》中的出场跻身“十大 Boss 战”之列。GameSpot 还将他列入了“视频游戏十大反派”。 他是 GameFAQs 举办的角色之战“抓住反派? ”的亚军，最终输给了最终幻想的萨菲罗斯。 在 GameDaily 的“任天堂十大最值得拥有自己游戏的人物”排行榜上，他名列第二。以及「史上最顽固的电子游戏反派」。 GamesRadar 将他列为2009年“游戏中最大的永远不会死亡的反派人物”。 IGN 将盖侬列为“十大需要衍生剧的角色”之一，并将他列为“100大电子游戏反派”中的第三名。